# إدوارد جي. بيرك
إدوارد جي. بيرك هو قاضي صلح ‏ وسياسي أمريكي، (و. 1876 – 1935 م). انتخب عضو جمعية ولاية ويسكونسن ‏.